# Emblingia calceoliflora
Emblingia calceoliflora je vytrvalá rostlina, jediný druh rodu Emblingia i monotypické čeledi Emblingiaceae.

## Výskyt
Je to endemit, lze jej nalézt výhradně na písčitých pláních v Západní Austrálii. Na kvalitu půdy a další přírodní podmínky, vyjma tepla a světla, není náročný. Vyskytuje se v oblastech, kde často rostou již jen xerofyty.

## Taxonomie
S vývojem systematického třídění založeného na morfologii se zařazení čeledě Emblingiaceae postupně měnilo, byla zatříďována do řádů Capparales, Polygalales nebo mýdelníkotvarých. S nástupem kladistického taxonomického systému APG III je čeleď Emblingiaceae začleněna do řádu brukvotvarých.

## Popis
Emblingia calceoliflora je nízký, poléhavý polokeř, nemá horní části stonků dřevnaté. Řapíkaté listy vejčitého tvaru vyrůstají na stoncích jednotlivě, téměř v opozici proti sobě. Okraje nedělených, měkkých, polštářkovitých listových čepelí jsou zvlněné a ztvrdlé, na koncích jsou čepele zašpičatělé.
Oboupohlavné nápadné květy vyrůstají solitérně v úžlabí listů, mívají barvu od krémově bílé přes žlutavou až po narůžovělou, květní orgány mají uspořádány v pěti kruzích. Květy jsou pouze v jednom směru souměrné a otočeny jsou "vzhůru nohama". V květu je 4 až 5 tyčinek s prašníky a 4 až 5 neplodných patyčinek. Korunních plátků uspořádaných do dvou přeslenů bývá 7 a kališních jen 5. Pestík je vytvořen z jednoho plodolistu, krátká blizna je s lalokem.
Suché plody s tenkým oplodím jsou nepukavé, visí na prodlouženém květním lůžku gynoforu. Semena se silným osemením mají dužnatý obal míšek, endospermu je v nich minimálně.

## Využití
Emblingia calceoliflora nenabízí žádné možností hospodářského využití, mimo přirozený výskyt se uměle nepěstuje. Její zralé plody požírají ptáci, kteří se zato starají o rozšiřování semen do okolí. Mladé listy jsou vhodnou nouzovou potravou drobných divoce žijících býložravců.